# Выборы мэра Нью-Йорка (1917)
Выборы мэра Нью-Йорка состоялись 6 ноября 1917 года. Действующий мэр Джон Митчел, баллотировавшийся как независимый кандидат после поражения на республиканских праймериз, потерпел поражение при попытке переизбрания от судьи Джон Хайлан, которого поддержали Таммани-холл и Уильям Рэндольф Херст.
Выборы были примечательны не только первыми партийными праймериз на городские должности, но и дебатами по поводу вступления США в Первую мировую войну, которое активно поддерживал Митчел и которому противостоял кандидат от социалистов Моррис Хилквит. Митчел и Хиллквит набрали примерно по пятой части от общего числа голосов, в то время как Хайлан победил на выборах, набрав менее половины голосов.

## Кампания
Газета «Нью-Йорк Таймс» назвала выборы «беспрецедентной головоломкой». Хайлан не стал занимать определённую позицию по поводу войны и вместо этого сосредоточил свои атаки на критике действующей администрации на фоне её поддержки частных транспортных корпораций. В последние недели кампании Митчел атаковал Хилквита, намекая на его иностранное происхождение и заявил, что «любой человек, который не купит облигации свободы, когда он может себе это позволить, не достоин быть гражданином Соединенных Штатов». Бывший президент Теодор Рузвельт сказал, что Хилквит «является подспорьем для прусской автократии Гогенцоллернов. Хелен Келлер поддержала Хилквита на выборах, сказав, что если бы у неё было право голоса, она бы проголосовала за него.

## Результаты
| Кандидат      | Кандидат       | Партия                          | Голосов | %       | ±       |
| ------------- | -------------- | ------------------------------- | ------- | ------- | ------- |
|               | Джон Хайлан    | Демократическая партия          | 313 956 | 46,63%  | ▲9,29%  |
|               | Джон Митчел    | Независимый                     | 155 497 | 23,10%  | ▼33,98% |
|               | Моррис Хилквит | Социалистическая партия Америки | 145 332 | 21,59%  | ▲16,47% |
|               | Уильям Беннет  | Республиканская партия          | 56 438  | 8,38%   | N/A     |
|               | Ли Колвин      | Партия запрета                  | 897     | 0,13%   | ▼0,06%  |
|               | Эдмунд Зейдель | Социалистическая рабочая партия | 858     | 0,13%   | ▼0,15%  |
|               | Джордж Уоллес  | Партия единого налога           | 268     | 0,04%   | N/A     |
| Всего голосов | Всего голосов  | Всего голосов                   | 673 246 | 100,00% |         |